# Charles Joris
Pour les articles homonymes, voir Joris.
Ne doit pas être confondu avec Charles Jooris.
Charles Joris, né le 16 décembre 1935 à Bulle et mort le 16 janvier 2015 à Vergèze dans le Gard, est un comédien et metteur en scène suisse.

## Biographie
En 1961, il est le cofondateur, avec Roger Jendly et Bernard Liègme, du Théâtre populaire romand à La Chaux-de-Fonds. Il dirige ce théâtre jusqu'en 2001.

## Spectacles

### Metteur en scène

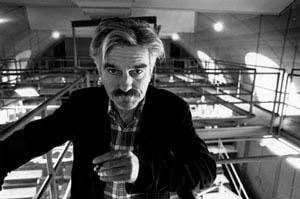
Charles Joris par Erling Mandelmann, 1994

- 1972 : Les Augustes de Bernard Liègme, scénographie de Jean-Claude Maret, TPR, Genève[4].
- 1978 : Ruzzante, co-mis en scène avec Dominique Bourquin
- 1979 : La Bonne Âme de Sé Tchouan' de Bertolt Brecht, co-mis en scène avec Dominique Bourquin
- 1987 : Le Malade imaginaire de Molière
- 1992 : Voyage avec Émile L.
- 1993 : La Leçon d’Eugène Ionesco
- 1999 : En attendant Godot de Samuel Beckett
- 2000 : Ti-Jean et ses frères de Derek Walcott
- 2001 : Le Jeu de Hotsmakh d’Itsik Manger
- 2005 : La Demande d'emploi de Michel Vinaver

### Acteur
- 1993 : La Brillante Soubrette de Carlo Goldoni, mis en scène par Gino Zampieri
- 2004 : Le Jeu de l'amour et du hasard de Marivaux, mis en scène par Philippe Faure
- 2006 : Zattera de Domenico Carli, mis en scène par Domenico Carli
- 2008 : Les Corbeaux, mis en scène par Anne Bisang

### Autres projets
- Charles Joris sur Commons

### Notices d’autorité
- Ressources relatives au spectacle :   - Archives suisses des arts de la scène
  - Les Archives du spectacle
  - Dictionnaire du théâtre en Suisse
- Notice dans un dictionnaire ou une encyclopédie généraliste :   - Dictionnaire historique de la Suisse
- Notices d'autorité :   - VIAF
  - ISNI
  - BnF (données)
  - IdRef
  - LCCN
  - GND
  - Tchéquie
  - WorldCat